# 佐々倉桐太郎
佐々倉 桐太郎（ささくら とうたろう、天保元年（1830年） - 1875年（明治8年）12月17日）は、幕末の幕臣。明治期の海軍教官。諱は義行。

## 履歴
江戸に生まれ、御家人の結城家から浦賀奉行所組与力佐々倉家の養子となる。弘化3年（1846年）のアメリカ使節ビッドル、嘉永6年（1853年）のペリー来航時に応接掛、嘉永7年（1854年）に鳳凰丸建造掛を務め、鳳凰丸の副将に任命された。
安政2年（1855年）、長崎海軍伝習所第一期生に選ばれ、航海術・測量を修めた。江戸に帰朝後、軍艦操練所教授方となる。万延元年（1860年）、咸臨丸運用方兼砲術方として渡米。
サンフランシスコ入港時、見習士官であった赤松大三郎とともに日本人初の祝砲を撃っている。
帰国後、軍艦操練所教授方頭取、軍艦役などを歴任、小笠原諸島の測量や幕府海軍の強化に尽力した。
維新の際、肺病のため榎本艦隊には参加できず、子息・佐々倉松太郎（軍艦役）を中島三郎助に同道させた。戊辰戦争後、松太郎は生還したが、中島父子は戦死。佐々倉は手を尽くし、中島の末子、中島與曽八（1868年（明治元年） - 1929年（昭和4年）・海軍機関中将）を静岡藩三等勤番士に採用させ、中島家を存続させた。
1871年（明治4年）海軍兵学寮に出仕、1873年（明治6年）には兵学権頭となり、海軍軍人の育成に努めた。

## 人物
咸臨丸が、サンフランシスコに入港した際、米海軍から21発の礼砲をうけた。この際、日本側から答砲の話がでたが、これに対して勝海舟は失敗したら恥になるからと、強硬に反対した。これに対して佐々倉は失敗はしない。答砲すべきだと反論した。それに対し勝は「成功したら俺の首をやる」と言い不快感をあらわした。
その結果、無事答砲は成功し、佐々倉は「今勝麟の首を貰っても良いが、艦長も首が無いと不便だろうから、日本に着くまで預けておこう」と言い乗組員を笑わせたと言う。（福沢諭吉、『福翁自伝』による）

## 栄典
- 1873年（明治6年）7月5日 – 正六位[1]

## 登場作品
- テレビドラマ
  - 天皇の世紀（1971年 演：宮崎和命）
  - 勝海舟（1974年 演：柳生博）
  - 勝海舟（1990年 演：片桐竜次）